# Liste der Einträge im National Register of Historic Places im Clarke County (Iowa)

Lage des Clarke County in Iowa

Die Liste der Einträge im National Register of Historic Places im Clarke County in Iowa führt die Bauwerke und historischen Stätten im Clarke County auf, die in das National Register of Historic Places aufgenommen wurden.

## Legende
| NRHP | Historic Place    |
| HD   | Historic District |

## Aktuelle Einträge
| [ 2 ] | Name                                             | Bild                                             | Eintragsdatum        | Lage                                                  | Ort     | Beschreibung                                                                        |
| ----- | ------------------------------------------------ | ------------------------------------------------ | -------------------- | ----------------------------------------------------- | ------- | ----------------------------------------------------------------------------------- |
| 1     | J.V. Banta House                                 | J.V. Banta House                                 | 1983 ID-Nr. 83000348 | 222 McLane Street 41° 0′ 41″ N, 93° 48′ 1″ W          | Osceola | 1899–1902 im Queen-Anne-Stil errichtetes Wohnhaus                                   |
| 2     | Chicago, Burlington and Quincy Depot             | Chicago, Burlington and Quincy Depot             | 2009 ID-Nr. 08001283 | 215 North Main Street 41° 2′ 11,9″ N, 93° 45′ 56,4″ W | Osceola | 1907 errichtetes Bahnhofsgebäude der BNSF Railway, heute als Amtrak-Station genutzt |
| 3     | George H. and Alice Spaulding Cowles House       | George H. and Alice Spaulding Cowles House       | 2006 ID-Nr. 06001161 | 229 West Cass Street 41° 2′ 3″ N, 93° 46′ 9″ W        | Osceola | 1875 im Italianate-Stil errichtetes Wohnhaus                                        |
| 4     | John and Mary Jane Kyte Farmstead District       | John and Mary Jane Kyte Farmstead District       | 2000 ID-Nr. 00001074 | 2875 Mormon Trail Road 40° 56′ 9″ N, 93° 39′ 22″ W    | Weldon  | 1856 errichteter Farmkomplex                                                        |
| 5     | Osceola Masonic Block                            | Osceola Masonic Block                            | 2010 ID-Nr. 10000421 | 101-103 South Main Street 41° 2′ 5″ N, 93° 45′ 55″ W  | Osceola |                                                                                     |
| 6     | Marcellus Luther and Julia Protzman Temple House | Marcellus Luther and Julia Protzman Temple House | 1996 ID-Nr. 96000361 | 502 South Main Street 41° 1′ 46″ N, 93° 45′ 57″ W     | Osceola | 1892 im Queen-Anne-Stil errichtetes Wohnhaus                                        |
| 7     | Dickinson Webster House                          | Dickinson Webster House                          | 1977 ID-Nr. 77000501 | 609 West Jefferson Street 41° 2′ 12″ N, 93° 46′ 2″ W  | Osceola | 1860 errichtetes Wohnhaus                                                           |

## Frühere Einträge
| [ 2 ] | Name                  | Bild | Eintragsdatum        | Lage                                                     | Ort     | Beschreibung                                                       |
| ----- | --------------------- | ---- | -------------------- | -------------------------------------------------------- | ------- | ------------------------------------------------------------------ |
| 1     | Brady-Bolibaugh House |      | 1985 ID-Nr. 85000003 | 217 West Washington Street 41° 2′ 5,8″ N, 93° 46′ 4,8″ W | Osceola | 1875 errichtetes Gebäude; im Jahr 2009 aus dem Register gestrichen |